# TGV

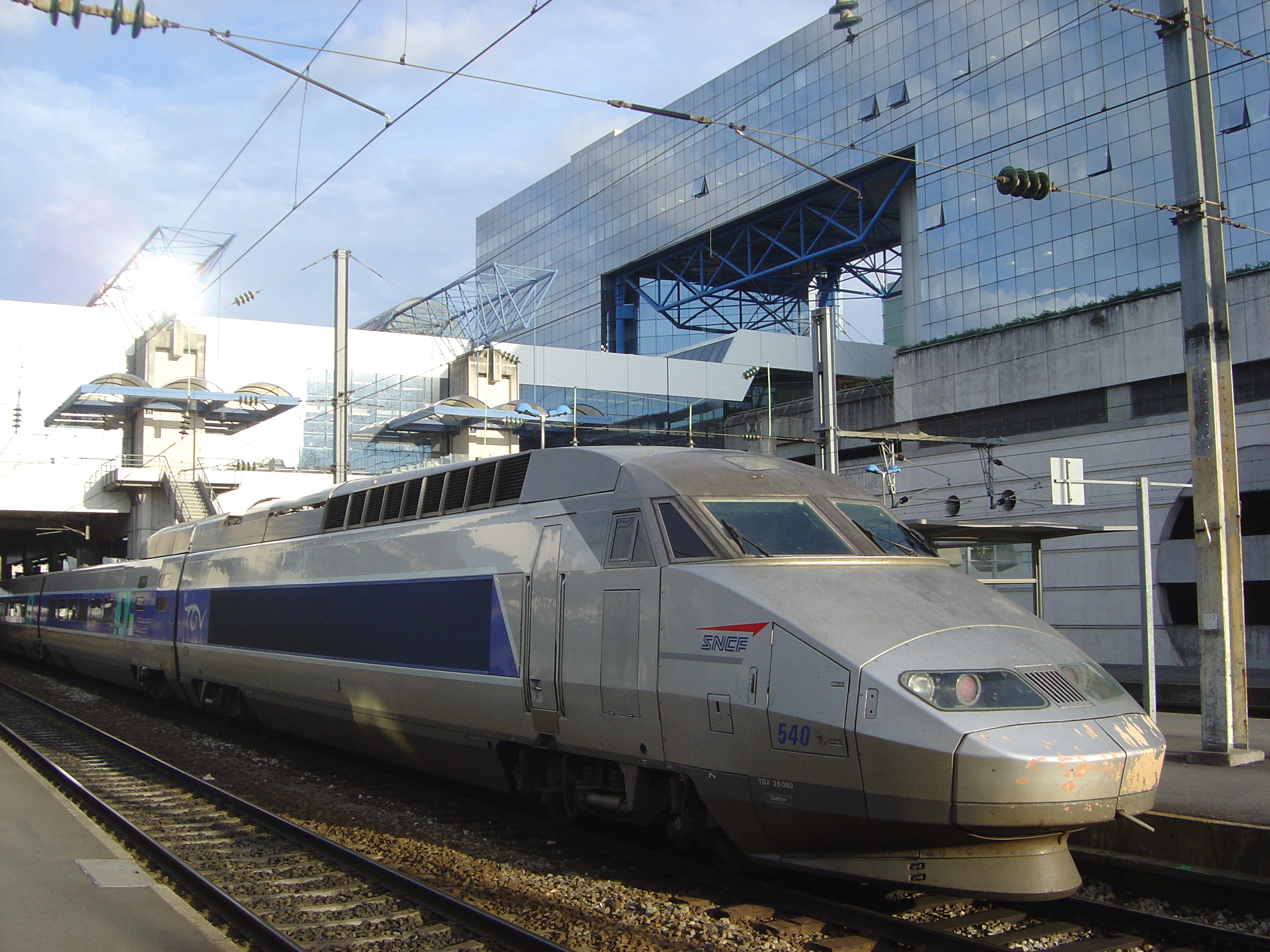
Ett TGV i Rennes.

TGV, på franska train à grande vitesse (tåg för hög hastighet), är ett system av höghastighetståg i Frankrike. De första TGV-tågen sattes i trafik under början av 1980-talet. Numera kör de franska TGV-tågen även in i flera grannländer.
Systemet används med undantag för ett fåtal posttransporter enbart för passagerartrafik. TGV använder i allmänhet särskilt byggda höghastighetsspår, så kallat LGV (ligne à grande vitesse), men går i vissa delar med lägre hastighet på normala spår såsom sista bitarna från till exempel Le Mans till Rennes och Marseille till Nice. Hastigheten i passagerartrafik för TGV på LGV är upp till 320 km/h.

## Historia, TGV 001

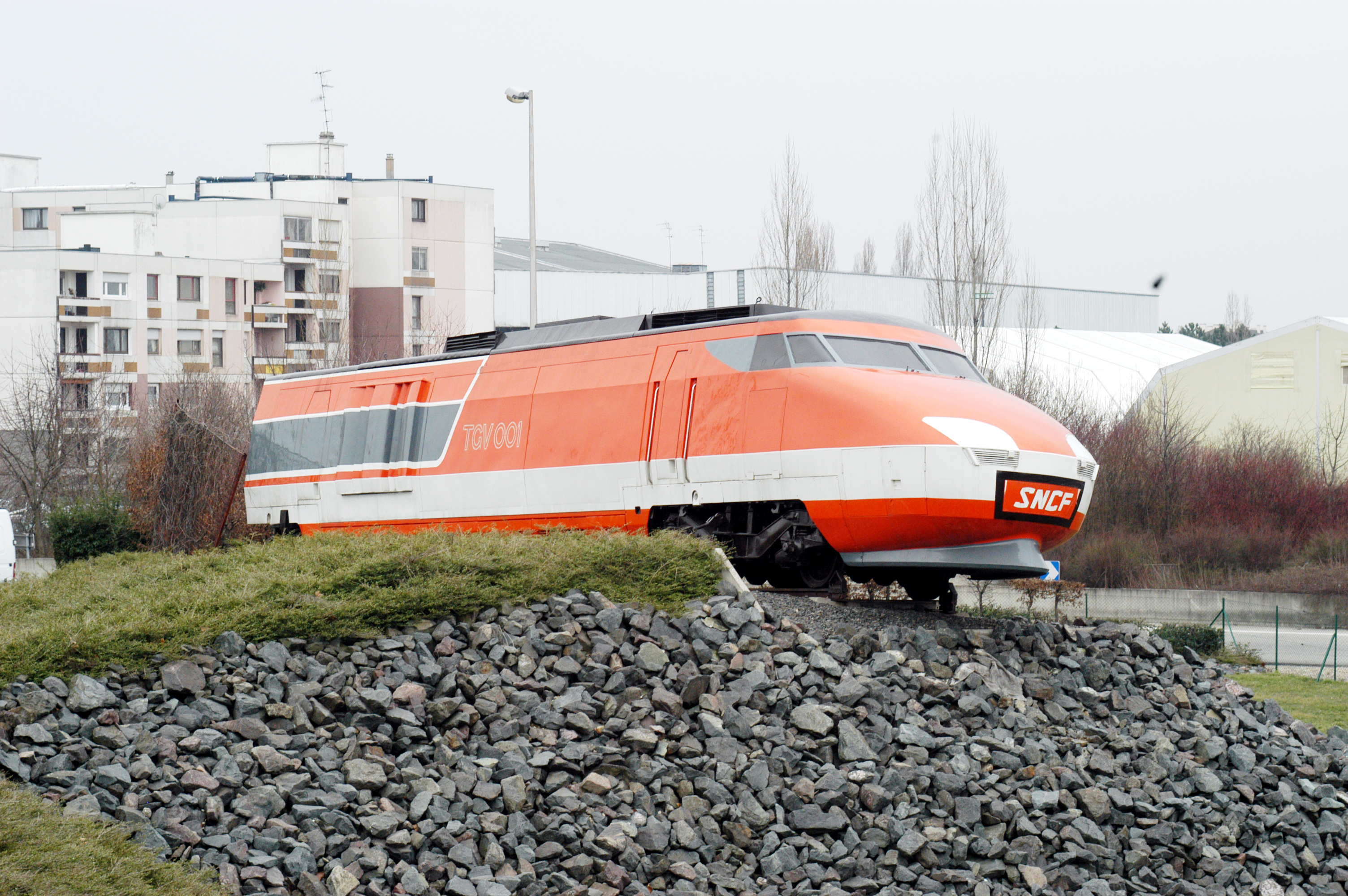
TGV 001.

TGV-tågen utvecklades av det franska företaget Alstom (samma tillverkare som de svenska X3-, X40- och X60-tågen) och den statliga järnvägsförvaltningen SNCF. Redan under början av 1970-talet påbörjades utvecklingen av en ny generation gasturbindrivna tågsätt för höga hastigheter.
Den ursprungliga tanken var att TGV, som initialt stod för Très Grande Vitesse ("mycket hög hastighet") eller Turbin Grande Vitesse ("höghastighetsturbin"), skulle drivas av lok som producerade elektrisk ström med gasturbiner. Gasturbiner valdes ut för sin ringa storlek och höga effekt/vikt-förhållande. Den första prototypen, TGV 001, var det enda TGV byggt med denna motor. När oljepriset under oljekrisen sköt i höjden ansågs gasturbiner som oekonomiskt och projektet bytte riktning från energikällan dieselbränsle till el, detta i samband med att Frankrike satsade stort på kärnkraft som en följd av oljekrisen.
TGV 001 var inte en bortkastad prototyp, gasturbinen var bara en av många nya tekniker för höghastighetståg. Det testade också magnetskenebromsar, virvelströmbromsar och reostatiska bromsar, som behövs för att skingra den stora mängd kinetisk energi som bildas vid inbromsning från höga hastigheter.
Tågen är ledade, det vill säga två intilliggande vagnar delar på en boggi (likt svenska X60), vilket sänker både vikten och tyngdpunkten för vagnarna och tillåter högre hastighet [källa behövs]. TGV 001 nådde en hastighet av 318 km/h, som fortfarande är hastighetsrekord för icke-elektriska tåg. Tågets interiör och exteriör blev designade av den brittiskfödda designern Jack Cooper, vars arbete låg till grund för tidiga TGV-konstruktioner, inklusive den distinkta noskonen på de ursprungliga drivenheterna.
Att ändra TGV till eldrift krävde en betydande konstruktionsöversyn, bland annat måste TGV-loken utrustas med varsin 8 ton tung transformator – en betydande vikt då hela loket väger 68 ton. Den första elektriska prototypen, med smeknamnet Zebulon, stod färdig 1974 för att testa funktioner som innovativt montage av motorer, strömavtagare vagnsupphängning och bromsning. Det nya montaget av motorer reducerade vikten i drivenheterna med nästan 3 ton. Prototypen körde nästan 1 000 mil under testerna.
År 1976 finansierade Frankrikes regering TGV-projektet och kort därefter började byggandet av LGV Sud-Est, den första höghastighetslinjen Paris–Lyon. Linjen fick beteckningen LN1, en förkortning av Ligne Nouvelle 1 (Nya linjen 1). Den första serietillverkade versionen av TGV levererades den 25 april 1980.

## Användning
Sedan invigningen med en linje mellan Paris och Lyon 1981, har systemet av snabbtågslinjer LGV utökats kraftigt, främst åt söder, väster och norr, men under första halvan av 2007 invigdes höghastighetslinjen till Strasbourg. Det finns även tåg till ett stort antal städer i Frankrike, men endast en del av dessa körs på höghastighetsbanor. Systemet är som mycket annat i Frankrike centrerat till Paris, även om det finns tåg som inte går via huvudstaden. Den höga hastigheten har lett till att nya städer kommit inom pendlingsavstånd från Paris, exempelvis Lyon och Tours.
Tack vare framgångarna med TGV har många näraliggande länder också anslutit sig till TGV, exempelvis finns Thalys till Belgien och Nederländerna. Samma tågsystem, eller system baserade på TGV finns i Nederländerna, Spanien, Storbritannien, Sydkorea och USA.
Idag har tågen många fler passagerare än flyg för resor mellan städer längs TGV-nätet, med upp till 3 timmars tågrestid. Det går en del flyg ändå som mest används av de som ska byta på flygplatsen. TGV är också mycket säkert, inga dödsolyckor har inträffat vid höghastighetsgång.
Världens enda höghastighetsgodståg (som går över 200 km/h) är sju stycken specialbyggda TGV-tåg som ägs av Franska posten, och de transporterar post.

## TGV-tågens tekniska uppbyggnad
TGV-tågen utgör idag en familj av ett tiotal olika typer och trafikerar såväl den nordamerikanska som europeiska och asiatiska kontinenten. Den första generationen TGV-tåg (benämnt TGV-PSE) var en blandning av lok- och motorvagnståg men sedan dess har resterande versioner – förutom kanaltåget – varit tåg med separata drivenheter.
Topphastigheterna är ungefär de samma (kring 300 km/h), bägge systemen rullar under kontaktledningsspänningen 25 kV 50 Hz och finns i en rad olika storlekar.

## Översikt TGV-familjen
(sorterade kronologiskt)
| Modell     | Operatörsland  | Antal sittpl [st] | Tåglängd [mm] | Tomvikt [t] | Tågtyp                | Antal enh. [st]* | Max kont eff [MW] | Antal drivaxlar [st] | Kontaktledn sp [kV] | Drivmotor | Korgbredd [cm] | Sth [km/h] | Införd |
| ---------- | -------------- | ----------------- | ------------- | ----------- | --------------------- | ---------------- | ----------------- | -------------------- | ------------------- | --------- | -------------- | ---------- | ------ |
| TGV 001    | Frankrike      | (experiment-tåg)  | 152 200       | 192         | xxxx                  | 8                | xxxx              | xxxx                 | (gasturbin)         | likström  | 281            | 260        | 1972   |
| TGV 002    | Frankrike      | (experiment-tåg)  | 228 200       | 192         | xxxx                  | 12               | xxxx              | xxxx                 | (gasturbin)         | likström  | 281            | 300        | ----   |
| TGV-PSE    | Frankrike      | 386               | 200 190       | 386         | komb lok- o motorvagn | 10               | 6,4               | 12                   | 1,5 & 25            | likström  | 281            | 260/270    | 1981   |
| TGV-A      | Frankrike      | 485               | 237 590       | 444         | loktåg                | 12               | 8,8               | 8                    | 1,5 & 25            | synkron   | 290            | 300        | 1989   |
| Serie 100  | Spanien        | 329               | 200 150       | 392         | loktåg                | 10               | 8,8               | 8                    | 25 & 3              | synkron   | 290            | 300        | 1992   |
| TGV Reseau | Frankrike      | 377               | (200 000)     | 386         | loktåg                | 10               | 8,8               | 8                    | 25 & 1,5 (3)        | synkron   | 290            | 300        | 1993   |
| Eurostar   | UK, BE, FR     | 794               | (394 000)     | 752,4       | komb lok- o motorvagn | 20               | 12,2              | 12                   | 25,3 & 0,75         | asynkron  | 281            | 300        | 1994   |
| Duplex     | Frankrike      | 545               | (200 000)     | 380         | loktåg                | 10               | 8,8               | 8                    | 25 & 1,5            | synkron   | 290            | 300        | 1996   |
| Thalys     | Frankrike      | 377               | (200 000)     | 385         | loktåg                | 10               | 8,8               | 8                    | 25,15,3 & 1,5       | asynkron  | 290            | 300        | 1997   |
| KTX        | Sydkorea       | 935               | (387 000)     | 701         | komb lok- o motorvagn | 20               | xxxx              | 12                   | 25                  | synkron   | xxxxx          | 300        | 1997   |
| Acela      | USA och Kanada | 304               | 202 308       | 531,2       | loktåg                | 8                | 9,2               | 8                    | 25                  | asynkron  | 318            | 254        | 2000   |

* inklusive eventuellt drivenhet

### TGV-PSE

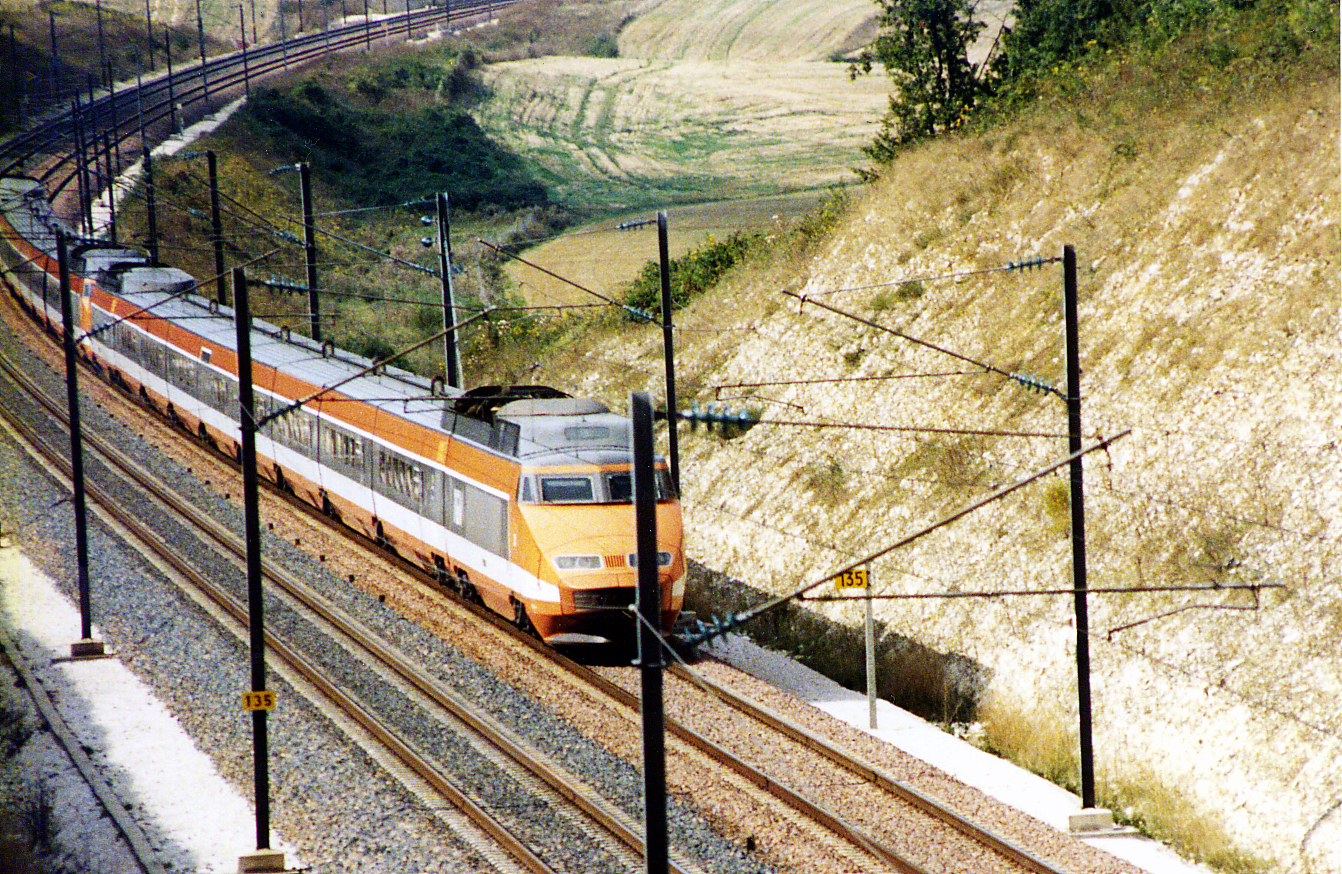
TGV Sud-Est i originalutförande från 1987.

Den första generationen TGV-tåg benämndes TGV-PSE (Paris-Sud Est). De två tågtillverkarna Alsthom och Francorail MTE tillverkade ett 10 enheter långt tåg med totallängden 200 meter. Tågsättet hade 368 sittplatser och hade en tomvikt kring 386 ton. I vardera änden fanns ett lokomotiv men då effekten inte räckte krävdes ytterligare fyra motoriserade axlar. Dessa monterades in i vagnen som är närmast loket. Totalt har första generationen TGV-tåg 26 axlar, varav 12 är drivaxlar (46 %). Den kontinuerliga, maximala effekten för hela tågsättet är 6 400 kW, vilket motsvarar en specifik effekt kring 15,4 kW/ton.
Trafikstarten ägde rum 1981 och sth var då 260 km/h. Något senare höjdes sth till 270 km/h. Under vintertidtabellen fanns ett "grenverk" där de tre slutstationerna för TGV-tågen var Besancon, Lyon, Saint Etienne samt Genève (Schweiz).
Vagnkorgarna har en bredd på 281 cm, vilket är en aning smalare än vad som är vanligt i franska fjärrtågsvagnar (normalt 288 cm).
De drivande enheterna drivs av tolv likströmsmotorer, som vardera har en relativt låg effekt. Motorerna är integrerade i en boggi. Det finns två typer av lokomotiv i TGV-PSE-tågen; beteckningarna BB23000 och BB33000. Den förra typen av lokomotiv klarar de franska kontaktledningsspänningarna 1,5 kV likspänning och 25 kV växelspänning. Då Schweiz har kontaktledningsspänningen 15 kV växelspänning (för övrigt samma som i Sverige) utvecklades BB33000-loket. Maxeffekten vid kontaktledningsspänningen 1,5 kV är dock kraftigt reducerad till endast 3,1 MW.
Mycket arbete lades ned på att utveckla motorboggier som ej orsakade för stora påfrestningar. Motorboggin, som har beteckningen Y230, har axelavståndet 300 cm och hjuldiametern 92 cm. Inbromsning av tåget sker med en kombination av reostatisk broms (endast motorboggier), skivbroms (endast löpboggier, Y231, fyra stycken per hjulaxel) samt blockbroms. TGV-PSE kan ej återmata energin till kontaktledningen, eftersom loket ej kan omforma likströmsmotorernas (beteckning TAB 676), ström till växelspänning. Bromseffekten avges därför till bromsmotstånd.
Totalt beställdes 102 stycken TGV-PSE-sätt (en siffra som senare höjdes något), varav 2 stycken gick till den schweiziska järnvägsförvaltningen (SBB). PSE står för Paris Syd Ost.
TGV-tågen sattes in på en drygt 40 mil lång nybyggnadssträcka som sträcker sig sydost från Paris.

### TGV-A

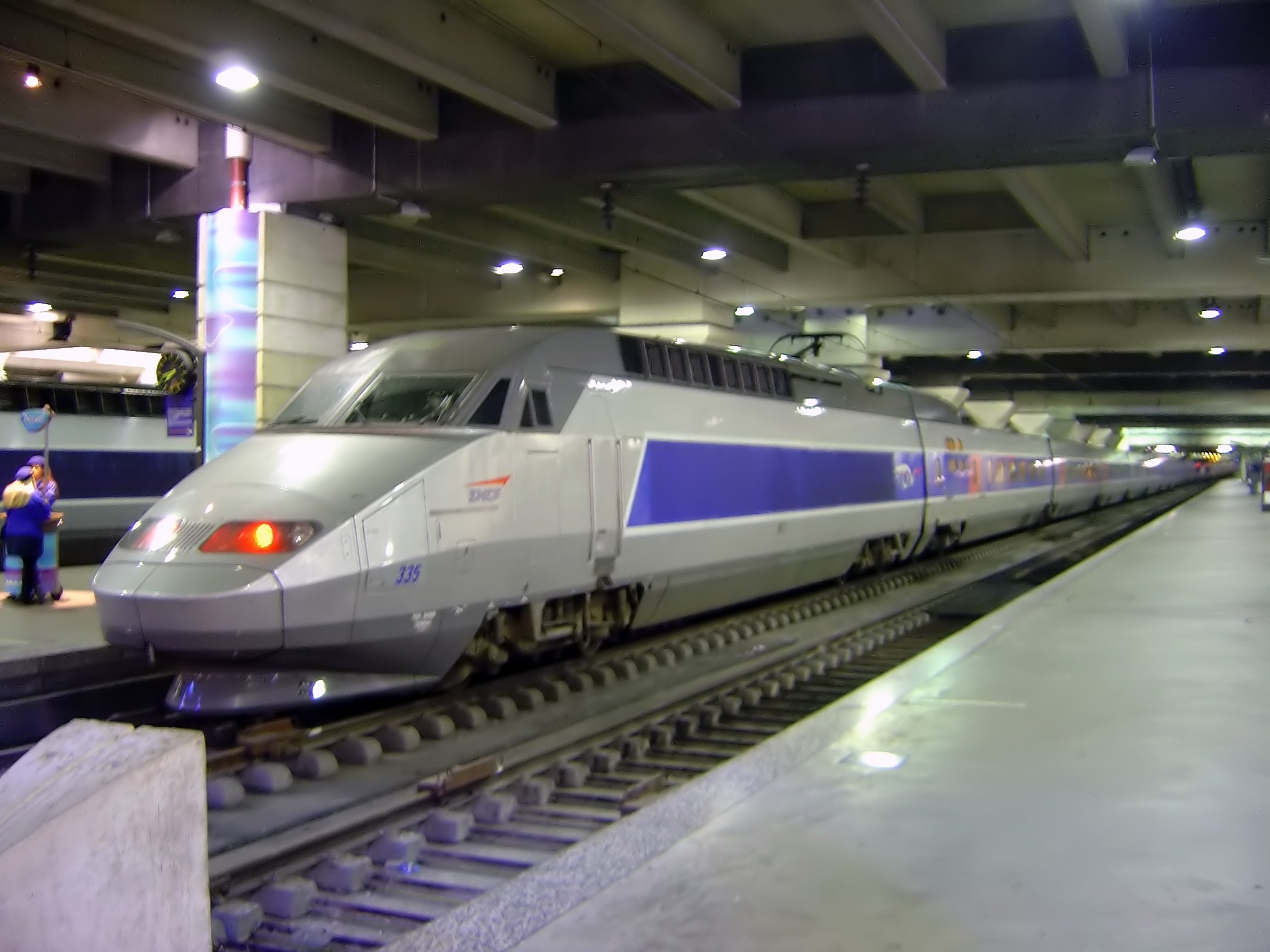
Ett TGV Atlantique vid Gare Montparnasse i Paris.

Den andra generationens TGV Atlantique byggdes för den nya höghastighetslinjen (Ligne Nouvelle 2) från Paris Gare de Montparnasse till Tours och Le Mans. Tågen byggdes mellan 1988 och 1992 och sattes i trafik 1989.
Emellertid skiljde sig den andra generationen TGV-tåg från den första på flera punkter;
- "Atlantiques" yttre färger är gråa och blå.
- Ytterligare två vagnar kopplades på i tågsättet från PSE:s åtta till tio vilket gör tåget 238 meter långt.
- TGV-A använder drivmotorer av synkrontyp, vilket gör att bara boggieparen på drivenheterna används och vagn ett och tio fick ytterligare utrymme för passagerare.
- Topphastigheten har höjts från tidigare 260 km/h (TGV-PSE) till 300 km/h (TGV-A). För att klara dessa höjda farter och vikter höjdes även drivenhetens maximala, kontinuerliga effekt till 8.800 kW. Det motsvarade en specifik effekt på hela 18 kW/t för ett fullastat TGV-A-tåg (490 ton).

Även en vidareutvecklad serie boggier togs fram. Liksom tidigare var dock hjuldiametrarna genomgående de samma; 92 cm (nya). Dock var vagnsboggierna luftfjädrade, till skillnad mot TGV-PSE, som hade spiralfjädring i sitt sekundärsteg. På TGV-PSE byttes dock spiralfjädrarna ut mot luftfjädring i efterhand.

#### Interiör
Familjeplatser har inrättats och de yttersta ändarna av vagn 1 och 10 har gjorts om till plats för passagerare och cykel. Inredningen hade en 1970-talsmässig design men är numera moderniserad enligt Christian Lacroixs designprogram i slutet på 00-talet.

### TGV Réseau

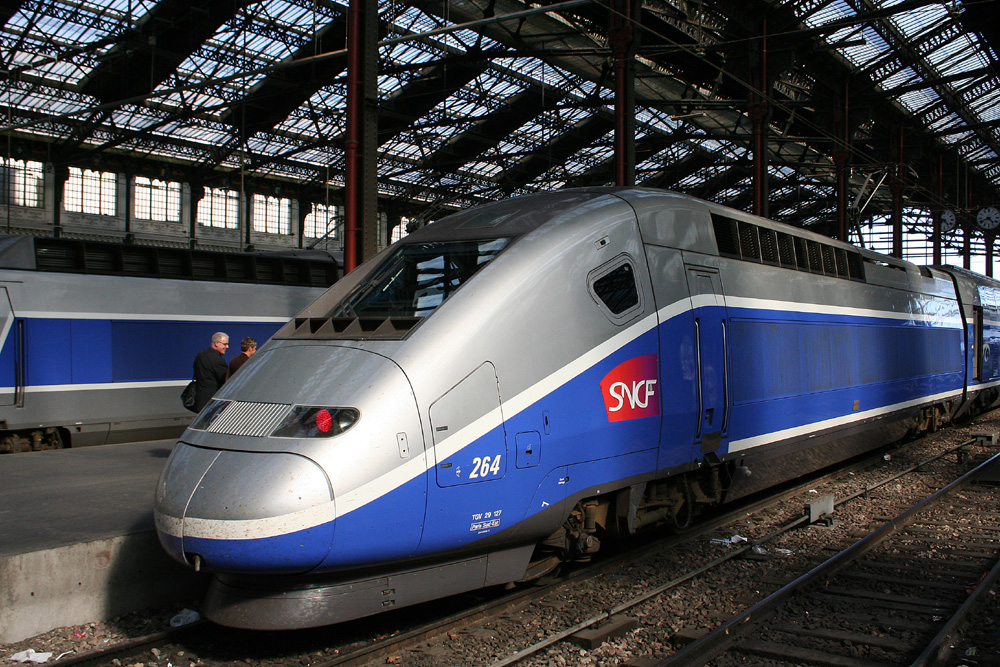
TGV Duplex, drivenhet i Paris.

TGV Réseau (nätverk/linjenät) är efterträdaren till TGV Atlantique som sattes i trafik 1993. De första 50 tågsätten är anpassade för två olika kontaktledningsspänningar (1,5 och 25 kV) och de senare 40 stycken är anpassade för tre spänningsnivåer (1,5, 3 och 25 kV) och kan trafikera förutom Frankrike; Nederländerna, Italien och Belgien.
Réseau består av två lokomotiv och åtta vagnar som utgör en längd av 200 meter och har en maxhastighet på 300 km/h. Den kortare längden gör att tågsetet är lättare att multipelkoppla vid behov (även med Duplex) och karossen har förstärkts för att klara tryckvågorna vid tunnelpassager som gör resan mer bekväm för passagerare. Réseau med multipla spänningsnivåer har även gjorts lättare för att passa belgiska krav på en maximal axellast av 17 ton med ihåliga axlar och genom att ersätta stål mot aluminium.

### TGV Duplex
TGV finns även i en dubbeldäckarversion, benämnd Duplex. Längden är exakt samma (cirka 200 meter) som första generationen TGV-PSE-tåg, men antalet sittplatser har ökats med 40 %. Tomvikten är dock i princip densamma för såväl TGV-PSE som Duplex.
Den franska järnvägsförvaltningen (SNCF) går numera in för dubbeldäckare, men i flera länder (till exempel Italien) vill resenärerna inte åka i dessa trånga vagnar. Därför har den senare konstruktionen (AGV) endast enplansvagnar.
Tåg av denna typ är tänkta att trafikera snabbspåret Casablanca–Tanger i Marocko som skall tas i drift under 2018.

## Komfort och inredning
TGV:s vagnkorgar har bredden 290 cm, detta kan jämföras med tyska ICE (första generationen) som har 302 cm. SNCF har även valt ett kortare stolavstånd än till exempel första generationen ICE.

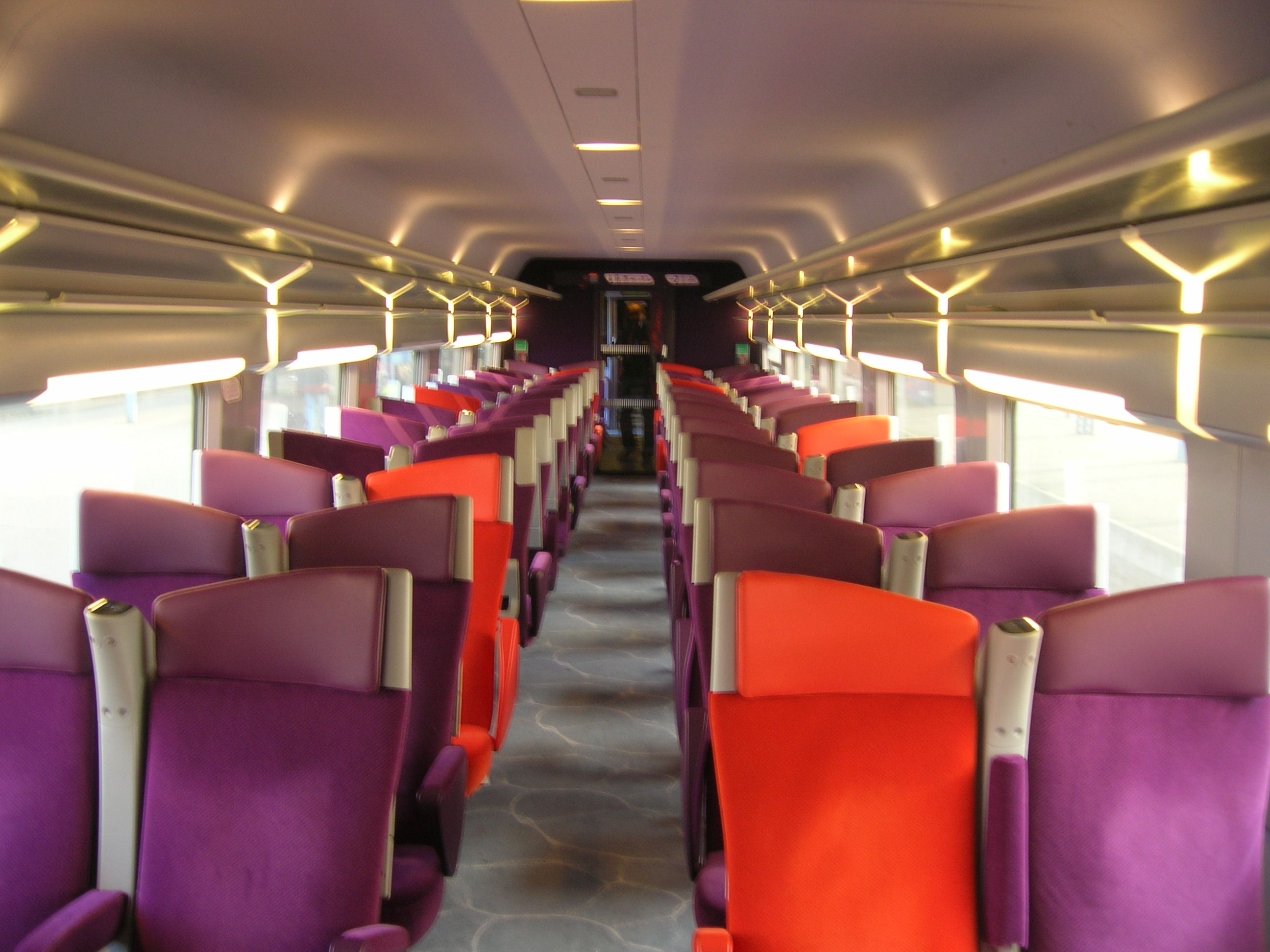
Interiör i 2:a klass TGV Reseau, Christian Lacroix.

Vissa i Frankrike upplever att TGV har trängre säten, smalare mittgångar och sämre service för handikappade än de konventionella tågen som höghastighetstågen har ersatt. Kritiken har hörsammats och nästa generations TGV Duplex (RGV 2N) som byggs för TGV Rhine-Rhône, Lyria och Paris-Figuera blir handikappanpassade med plats för rullstol och anpassad toalett på lägre däck, mittgången breddas från 75 cm till 80 cm i alla vagnar och salongen på övre däck blir rymligare för att skapa en högre komfort.
Nästa generation höghastighetståg från Alstom, AGV byggs med ett nytt designprogram och för högre komfort.
I samband med byggandet av TGV POS (Paris-Ostfrankreich-Süddeutchland) utlystes en designtävling 2002 för att förnya inredning och utseende för TGV Reseau som vanns av MBD Design i samarbete med modedesignern Christian Lacroix. Den nya designen känns igen med sina starka färger, lila-rött för 2:a klass och limegrönt-grått för 1:a klass. Runt 2007 fick den nya inredningen kritik för att skaka vid höga hastigheter och SNCF beslutade att stoppa vidare renovering men problemet är åtgärdat och nu skall alla TGV vara renoverade enligt samma designprogram.

## Varianter av TGV-tåg som går ut ur eller utanför Frankrike

### Eurostar
Eurostar är sedan 1990-talet namnet på tågen genom Kanaltunneln, London–Paris och London–Bryssel. De går i 300 km/h, och har särskilt utseende.

### Thalys
Thalys är TGV-tågen från Paris och till Bryssel, Amsterdam och Köln. De går sedan 90-talet i 320 km/h mellan Paris och Bryssel, och från 2005–2009 320 km/h en stor del av sträckorna Bryssel–Amsterdam och Bryssel–Liège, och 250 km/h stor del av sträckan Liège–Köln.

### Lyria
På sträckan mellan Paris och flera städer i Schweiz går TGV-tåg som kallas Lyria.

### Acela Express
Acela Express är ett elektriskt höghastighetståg som är baserat på TGV och går den 73 mil långa sträckan Washington–New York–Boston i USA.
Redan 1986 tilläts delar av delsträckan New York – Washington DC för topphastigheten 200 km/h. Amtrak ville köra ännu snabbare och under bland annat 1993 har utländska snabbtåg, bland annat TGV, ICE och X 2000 provkörts och ICE uppnådde hela 265 km/h. Den 15 mars 1996 beställdes en ny generation modifierade TGV-tåg, benämnd "The American Flyer", av ett konsortium. Totalt beställdes 18 stycken 6-vagnars tågsätt, senare höjt till 20 stycken.
Under mars 2000 döpte operatören Amtrak det nya tågsättet till Acela och under november samma år började provkörningarna av tåget. Under december började trafiken.
Varje Acela-tåg är cirka 202 meter långt och har 6 vagnar. Acela-tåget får köra i max 240 km/h, och har lutande vagnskorgar så att kurvhastigheten kan höjas något eftersom banan är kurvig och byggd för mycket länge sedan.

### KTX-1
KTX-I (Korea Train eXpress) är Sydkoreas första höghastighetståg och bygger på TGV-typen Réseau med vissa skillnader. Av de 46 tågsätten som beställdes av Korail är 12 byggda i Frankrike av Alstom och resterande i Korea av Huyndai Rotem. KTX-1 består av 18 vagnar och två drivenheter som rymmer 935 sittplatser + 30 vikstolar i vestibulerna. Första klass har 127 platser med stolar som går att vända, tåget saknar restaurangvagn men har ambulerande försäljning ombord. Tåget är 388 m långt och ett av de längsta TGV-tågsätten i trafik (Eurostar är lite längre men har hjälpmotorer i mellersta vagnen). KTX-1 hade sin premiär i april 2004 och kan nå en hastighet av 305 km/h.

## Hastighetsrekord
Den 3 april 2007 förnyades världsrekordet för hjultåg, då ett TGV-tåg uppnådde 574,8 km/h. TGV-tåget hade endast tre vagnar. De två drivenheterna hade försetts med extra stora hjul, och två av vagnarna hade extra drivmotorer under golvet. Tåget kördes på den nya banan Paris–Strasbourg. Kontaktledningsspänningen hade höjts från normala 25 kV till 31 kV. Det franska snabbtåget hade sedan tidigare rekordet (515 km/h) vilket sattes 1990. TGV slår dock inte de japanska maglevtågen, som den 2 december 2003 lyckades komma upp i hastigheten 581 km/h, och sedan april 2015 uppnådde rekordhastigheten 603 km/h.